# Kiespumpe

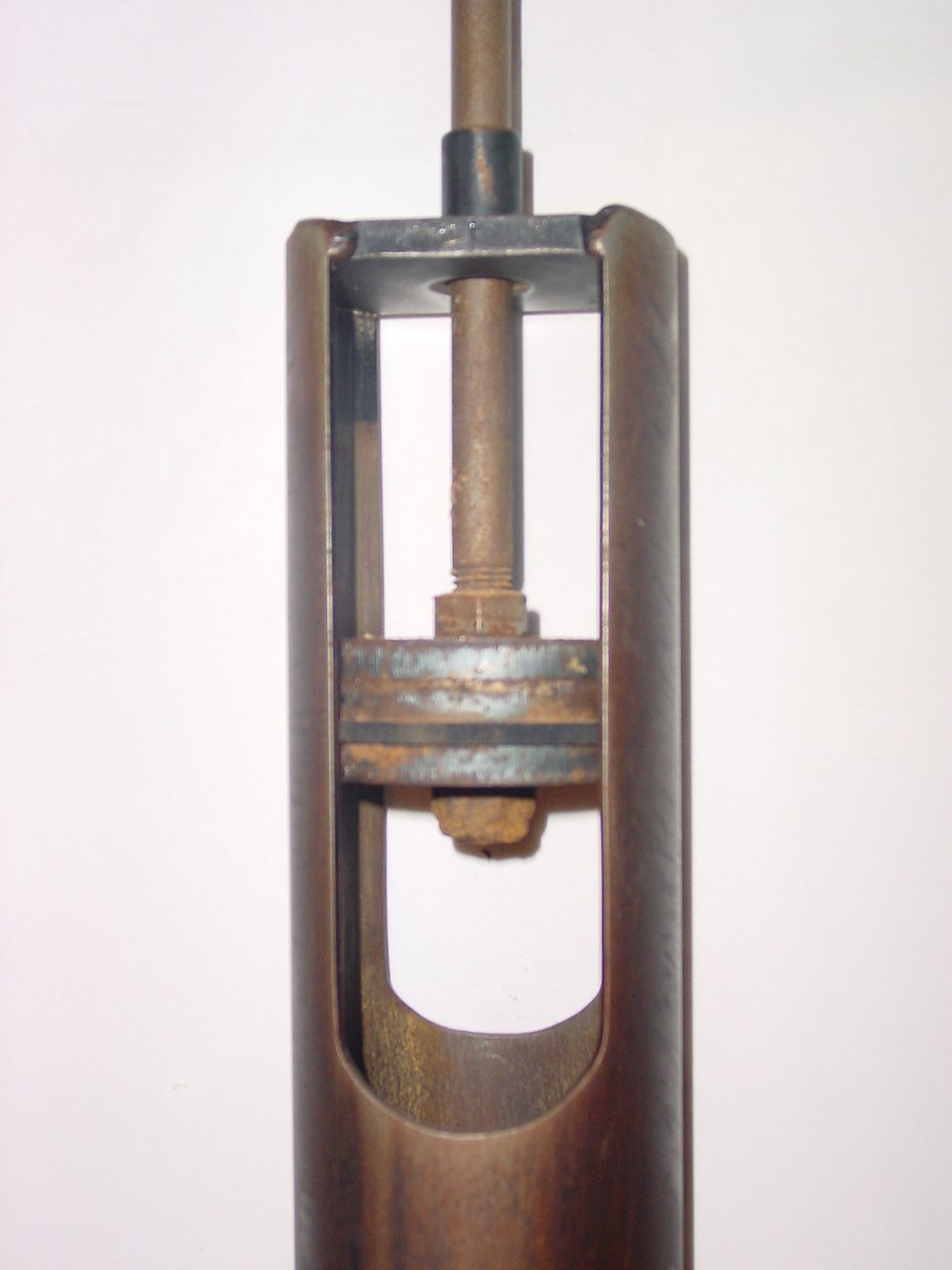
Kiespumpe

Kiespumpen, auch Kiesbüchsen genannt, Sandpumpen und Plunscher werden auch als Ventilbohrer zusammengefasst und dienen zum Ausheben von tiefen Löchern und Bohrbrunnen. 
Zunächst zur manuellen Anwendung entwickelt, wurden sie später in größeren Ausführungen auch mit maschineller Kraft angetrieben.
Die Geräte bestehen im Wesentlichen aus einem rohrförmigen Pumpenkörper, dessen unterer Abschluss in der Regel von einer Rückschlagklappe (Bodenventil) gebildet wird. 
Sie eignen sich zum Ausheben von (Brunnen-)Schächten in wasserführenden rolligen Böden und Lockergestein.
In anderen Böden wurden früher manuelle Bohrungen mit Sackbohrern durchgeführt.

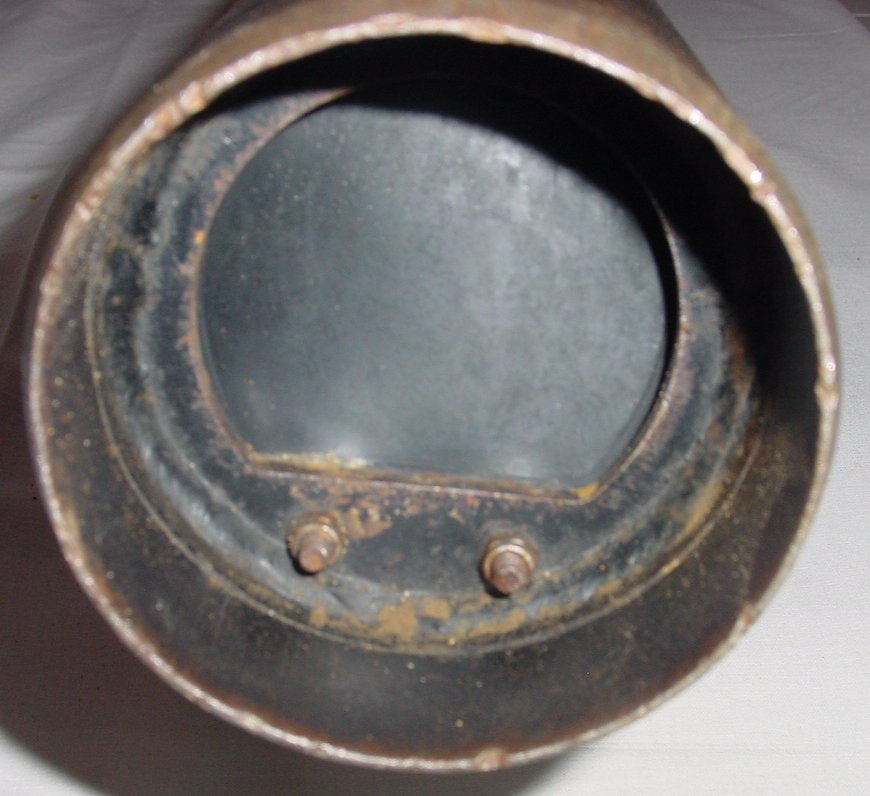
Ventilklappe einer Kiespumpe aus Gummi mit Glasfasereinlage. Mit zwei Schrauben im Gehäuse befestigt.

## Wirkungsweise
Die Kiespumpe kann nur unter Wasser eingesetzt werden, da sonst kein ausreichender Unterdruck und keine Strömung zum Transport des Materials erzeugt werden kann. Es muss daher bereits ein wassergefülltes Loch im Boden vorhanden sein. 
Durch schnelles Heben des Kolbens über Kolbenstange und daran befestigtem Seil oder Kette wird ein Flüssigkeitsstrom unterhalb der Pumpe erzeugt, der Kies oder Sand freispült und in den Pumpenkörper einsaugt. 
Dabei kann sich wie bei einer Schwengelpumpe jeweils eine Ventilklappe im Kolben und eine weitere im Boden des Zylinders befinden.
Ist die Kiespumpe nach ein- oder mehrmaligem Betätigen des Kolbens mit Kies oder Sand gefüllt, wird sie zum Entleeren aus dem Brunnenloch bzw. Brunnenrohr gezogen. Durch eine seitliche Öffnung am Pumpenkörper wird der Inhalt ausgeleert.
Bei einer Kiespumpe wird gegenüber einem Plunscher das Wasser-Sandgemisch durch aktives Saugen des Kolbens (ähnlich wie bei einer Kolbenpumpe) in den Pumpenkörper gesaugt. 
Kiespumpen sind nicht zur Durchführung von Baugrundbohrungen zu verwenden, da diese den gewachsenen Boden im Bereich des Bohrloches unzulässig auflockern würden.

## Sandpumpe von Gill

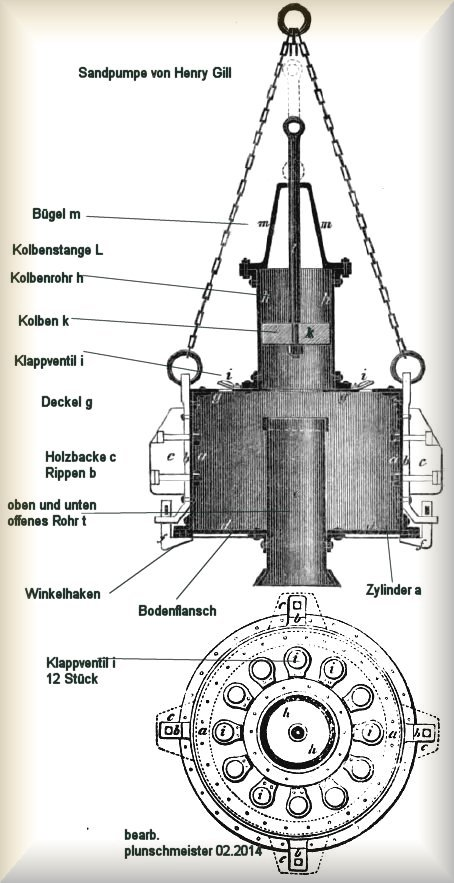
Sandpumpe von Gill

Diese Sandpumpe wurde angewendet, um Schächte oder Senkbrunnen in große Tiefen abzuteufen (zu versenken).
Kesselbrunnen wurden auf Versenkkränze aus Holz, Eisen oder armierten Beton aufgemauert und durch den Einsatz von Sandpumpen abgeteuft. Das Eigengewicht und konische Verjüngung der Schachtbrunnen machte dieses möglich. 
Wenn der Boden zu fest und steinig war, mussten die Versenkkränze stattdessen untergraben werden.

### Funktionsweise
Die Sandpumpe wurde mit Hilfe von Anschlagmitteln (Ketten) so weit in den Schachtbrunnen (Kesselbrunnen) abgelassen, bis das oben und unten offene Rohr t die Brunnensohle erreichte.
Auf dem Deckel des zylindrischen Gehäuses g ist ein sog. Pumpenstiefel (Kolbenrohr) h montiert, der mit dem Innenraum der Sandpumpe kommuniziert und nach oben hin offen ist.
Im Zylinder h befindet sich, wie bei den heute gebräuchlichen Kiespumpen, ein beweglicher Kolben.
Beim Ziehen des Kolbens dringt über das Rohr t ein Wasser-/Sandgemisch in den inneren Raum der Sandpumpe.
Durch Umlenkung und Verlangsamung der Strömung wird erreicht, dass sich schwere Bestandteile aus dem Wasserstrom im Absetzbehälter sammeln.
Senkt sich der Kolben wieder ab, entweicht das Wasser über die am Deckel g angebrachten Klappventile i.
Durch Lösen der Haken f konnte der Boden zur schnellen Entleerung abgehoben werden.

## Plunscher (Löffel, Schlammbüchse, Kiesbüchse)
Im Gegensatz zu einer Kiespumpe besitzt der Plunscher keinen Kolben, sondern nur die Rückschlagklappe am unteren Ende des Zylinders.
Der Plunscher wird bis kurz über die Brunnensohle abgelassen, wo er dann schlagartig gefüllt, hochgerissen und wieder fallen gelassen werden kann. 
Ein Ventilbohrer wird u. a. mittels Seilschlagvorrichtung in eine Auf- und Abwärtsbewegung versetzt, wobei er sich Schritt für Schritt mit aufgewirbeltem Material befüllt.

## Bedienungsanleitungen
- Kiespumpe / Plunsche Anleitung auf Erdbohrer.de, abgerufen am 10. Juni 2014
- Kiespumpe Anleitung, abgerufen am 29. Juli 2014.